# Jeff Ament
Jeffrey Allen Ament (Havre, Montana, 10 de marzo de 1963) es un músico de rock de los Estados Unidos. Es bajista de la banda Pearl Jam, y uno de sus miembros fundadores, junto a Stone Gossard y Mike McCready. También es compositor de algunos de los temas mas relevantes de la banda cómo "Dissident" junto a Dave Abruzzese.

## Biografía
Ament nació en Havre y creció en un pequeño pueblo llamado Big Sandy, en el estado de Montana. Comienza a tocar el bajo siendo adolescente, inspirándose principalmente en grupos como The Clash, The Police y Iron Maiden (en especial Steve Harris).
Después de su salida de la Universidad de Montana en Missoula, Jeff se muda a Seattle a principios de los años '80 junto a su primer grupo, Deranged Diction. Al llegar allí se vuelve gran amigo y compañero de los músicos Stone Gossard y Steve Turner, los cuales lo invitan a unirse al grupo que estaban formando. De este modo nace la banda Green River en 1983. 
Comúnmente Green River es considerada como la primera banda de grunge. El grupo adquiere una considerable reputación local, pero los constantes conflictos entre sus miembros provocan su ruptura en 1987. Entonces Ament y Gossard reclutan al cantante Andrew Wood y forman Mother Love Bone en 1987. Las cosas parecían que marchaban bien, ya que el grupo había logrado firmar con una compañía discográfica mayor para realizar su primer álbum, el aclamado Apple, pero la trágica muerte de Wood impidió el lanzamiento del álbum en 1990.
Desde ese momento Ament y Gossard buscaron nuevos compañeros, mientras participaban en el proyecto Temple of the Dog, creado por Chris Cornell como tributo a Andrew Wood. En este proyecto haría su debut el nuevo vocalista de su grupo, Eddie Vedder, el cual cantó en el sencillo "Hunger Strike". Pearl Jam sería formado poco después, en 1990. 
Jeff es un bajista renombrado, y es particularmente reconocido por su trabajo con el Bajo sin Trastes, el Contrabajo y el Bajo de 12 cuerdas.
Él ha hecho contribuciones dentro de la composición de canciones de Pearl Jam, como en "Jeremy", "Nothingman", "Low Light", y "Nothing As It Seems".
Además, tiene un proyecto de banda alterna llamada Three Fish.
Además de la música, Jeff practica el Skateboarding, además de ser un habilidoso baloncestista.
Actualmente, Jeff Ament vive en la ciudad de Seattle. Junto a su hermano Barry, fundaron Ames Bros., una compañía productora de arte, la cual diseña y distribuye las portadas de álbumes y carteles de gira de varios grupos, incluido Pearl Jam.
- Datos: Q366775
- Multimedia: Jeff Ament / Q366775